# Elaeagnus pyriformis
Elaeagnus pyriformis — вид квіткових рослин з родини маслинкових (Elaeagnaceae). Поширення: Індія (Східні Гімалаї, Ассам).

## Біоморфологічна характеристика
Це листопадний кущ, часто колючий, квіти двостатеві й запилюються бджолами. Цвіте протягом вересня — грудня, а плоди дозрівають у березні та квітні. Зрілі плоди мають грушоподібну форму, звужуються до кінців, а після дозрівання набувають рожевого кольору. Цей фрукт споживають у свіжому вигляді, переробляють на мариновані продукти, варення, желе. Смак кисло-солодкий.